# Stuart Wilson
Stuart Wilson (Guildford, Inglaterra, 25 de diciembre de 1946) es un actor británico. Su rol más importante fue el del gobernador Montero en La máscara del Zorro.

## Filmografía
- El Zorro y la raposa (1971) - Guardabosque
- Running Blind (3 episodios, 1979) - Alan Stewart
- El prisionero de Zenda (1979) - Rupert de Hentzau
- Los Profesionales, temp 4 ep 9: Slush Fund (1980) - Van Neikerk
- Romance en el Orient Express (1985) - Alex Woodward
- Wetherby (Un pasado en sombras) (1985) - Mike Langdon
- Zugzwang (1989) - Nikos Mitradis
- Lethal Weapon 3 (1992) - Jack Travis
- Tortugas ninja III (1993) - Walker
- La edad de la inocencia (1993) - Julius Beaufort
- No Escape (1994) - Walter Marek
- Dos sabuesos en la isla del edén (1994) - Omar
- La muerte y la doncella (1994) - Gerardo Escobar
- Crossworlds: entre dos mundos (1996) - Ferris
- Edie & Pen (1996) - Victor
- La Roca (1996) - General Al Kramer (no acreditado)
- La máscara del Zorro (1998) - Don Rafael Montero
- Enemigo público (1998) - diputado Albert
- Aquí en la Tierra (2000) - John Morse
- The Luzhin Defence (2000) - Leo Valentinov
- Slow Burn (2000) - Frank Norris
- Límite vertical (2000) - Royce Garrett
- Fascination (2004) - Oliver Vance
- Unstoppable (2004) - Sullivan
- Some Things That Stay (2004) - Stuart Anderson
- Perfect Creature (2006) - Augustus
- Hot Fuzz (2007) - Dr. Robin Hatcher
- Crossbones (2014-) - Capitán Sam Valentine